# Nephus rutaneni
Nephus rutaneni är en skalbaggsart som beskrevs av Fürsch 1986. Nephus rutaneni ingår i släktet Nephus, och familjen nyckelpigor. Arten har ej påträffats i Sverige.